# Malik Farrakhan
Malik Farrakhan, all'anagrafe Tony King (Canton, 6 maggio 1947), è un ex giocatore di football americano e attore statunitense, stella del genere cinematografico Blaxploitation, ora responsabile della sicurezza per Chuck D, fondatore dei Public Enemy.

## Biografia
Come Tony King comincia la sua carriera da giocatore di football professionista nei Buffalo Bills (1965-67) divenendo uno dei primi afro-americani a giocare nella AFL e ad entrare nella prestigiosa Sala Pro Football of Fame. Insieme al fratello maggiore Charlie King stabilisce un record storico, infatti sono i primi fratelli afroamericani a giocare nella AFL con la stessa squadra.
Dopo il football, Tony intraprende la carriera da attore ricoprendo piccoli ruoli in film celebri come Shaft il detective e Il Padrino, dove interpreta l'unico personaggio afroamericano del film culto di Francis Ford Coppola.
Nel campo della moda diventa uno dei modelli di punta per quanto riguarda annunci maschili nella città di New York, lavora con fotografi di grande spessore come Hiro, Richard Avedon, Bill King, Tony Barboza, Tom Jackson e Francesco Scavullo. Vince il premio CLIO e CEBA riguardo spot pubblicitari nazionali per la Coca-Cola e Budweiser Beer, il primo girato da Steve Horn a New York ed il secondo da Joe Pytka a Los Angeles. Tra lui e Joe Pytka nasce un ottimo rapporto lavorativo, infatti i due collaborano per oltre 15 spot pubblicitari nazionali e internazionali.
Negli anni '80 attraversa una fase spirituale che lo avvicina alla comunità attivista nera, successivamente Tony si converte entrando a far parte della Nation of Islam, lascia il suo nome da schiavo e diventa Malik Farrakhan. La sua vita prende un'altra direzione ed inizia a lavorare all'interno della sicurezza del Ministro Louis Farrakhan, diventando una delle sue guardie del corpo. In questo momento Malik Farrakhan è capo della sicurezza del prestigioso gruppo hip hop Public Enemy, nonché guardia del corpo personale di Chuck D, cantante e fondatore del gruppo.

### Vita privata
Malik è sposato e ha due figli.

## Curiosità
Un progetto portato avanti negli ultimi anni lo vede come protagonista in un documentario biografico su di lui. L'autore e regista Reda Zine lo ha conosciuto per caso a Bologna, durante un'intervista ai Public Enemy per conto della rivista Ikouncha emagazine. In quella situazione Reda è rimasto colpito dalla presenza scenica di Malik con il quale ha avuto la possibilità di scambiare qualche parola su vari temi del mondo, della politica, della musica e della società. Dopo questo incontro, porterà i due alla creazione del documentario The Long Road to the Hall of Fame, uscito nel febbraio 2015 per la casa di produzione bolognese Undervilla in anteprima mondiale al Pan African Film Festival di Los Angeles.

## Filmografia

### Cinema
- Shaft il detective (Shaft), regia di Gordon Parks (1971)
- Hail, regia di Fred Levinson (1972)
- Il re dei giardini di Marvin (The King of Marvin Gardens), regia di Bob Rafelson (1972)
- La guerra di Gordon (Gordon's War), regia di Ossie Davis (1973)
- Tommy Gibbs criminale per giustizia (Hell Up in Harlem), regia di Larry Cohen (1973)
- Super Spook, regia di Tony Major (1974)
- Rapporto al capo della polizia (Report to the Commissioner), regia di Milton Katselas (1975)
- Bucktown, regia di Arthur Marks (1975)
- Sparkle, regia di Sam O'Steen (1976)
- Apocalypse domani, regia di Antonio Margheriti (1980)
- L'ultimo cacciatore, regia di Antonio Margheriti (1980)
- Pelle di sbirro (Sharky's Machine), regia di Burt Reynolds (1981)
- Fuga dall'arcipelago maledetto, regia di Antonio Margheriti (1982)
- Giocattolo a ore (The Toy), regia di Richard Donner (1982)
- The Big Score, regia di Fred Williamson (1983)
- I predatori di Atlantide, regia di Ruggero Deodato (1983)
- Daughters of the Dust, regia di Julie Dash (1991)
- Un presidente nel mirino (The November Men), regia di Paul Williams (1993)
- Mirage, regia di Paul Williams (1995)
- Joshua's Soul, regia di John Pittman - cortometraggio (2009)
- Swing Lowe Sweet Chariote, regia di David C. Snyder (2013)

### Televisione
- Bronk – serie TV, 25 episodi (1975-1976)
- Poliziotto di quartiere (The Blue Knight) – serie TV, episodio 2x03 (1976)
- Serpico – serie TV, episodio 1x08 (1976)
- Truck Driver (B.J. and the Bear) – serie TV, episodio 1x07 (1979)
- La tragedia della Guyana (Guyana Tragedy: The Story of Jim Jones), regia di William A. Graham – film TV (1980)
- Una storia d'amore (Inmates: A Love Story), regia di Guy Green – film TV (1981)
- Magnum, P.I. – serie TV, episodio 4x15 (1984)